# Disodná sůl EDTA
Disodná sůl EDTA je organická sloučenina. Jedná se o bílou krystalickou látku dobře rozpustnou ve vodě. Používá se v kosmetickém průmyslu a v potravinářství jako konzervant a stabilizátor.

## Chelaton 3
Chelaton 3 (také Komplexon 3, Chemaplex III, Idranal III, Triplex III nebo Titriplex III) dihydrát disodné soli kyseliny ethylendiamintetraoctové. Používá jako titrační roztok ke stanovení koncentrace iontů kovů chelatometrickou titrací. Sloučenina obsahuje celkem šest donorových atomů (čtyři kyslíky a dva dusíky) a dokáže vytvářet velmi stabilní chelátové komplexy s ionty kovů v poměru 1:1.
Tato látka je využívána také restaurátory kovových předmětů, např. historických střelných zbraní. Po ponoření zkorodované střelné zbraně do nasyceného roztoku chelatonu 3 dojde v průběhu 24 hodin k oddělení rzi od nepostižené oceli, a to i v nepřístupných zákoutí zbraňové mechaniky. Takto očištěný železný kus je potřeba poté omýt teplou vodou a zakonzervovat, neboť je o to více náchylný k oxidaci. Nevýhodou je, že se původní chromově stříbřitý povrch čistého železa zbarví do matně hliníkového odstínu. Návrat k barvě lesklého chromovitého zbarvení docílíme pouze dodatečným hrubým leštěním železného povrchu.